# Ptochosaris horrenda
Ptochosaris horrenda är en fjärilsart som beskrevs av Edward Meyrick 1906. Ptochosaris horrenda ingår i släktet Ptochosaris och familjen praktmalar, Oecophoridae. Inga underarter finns listade i Catalogue of Life.